# مارتين وليامز
مارتين وليامز (بالإنجليزية: Martyn Williams)‏ هو لاعب اتحاد الرغبي بريطاني، ولد في 1 سبتمبر 1975 في Pontypridd ‏ في المملكة المتحدة.

## وصلات خارجية
- مارتين وليامز عل موقع إسبنسكروم (الإنجليزية)
- مارتين وليامز على موقع ItsRugby.co.uk (الإنجليزية)